# Bullet/Bullet
Bullet/Bullet es una próxima serie de animación web original japonesa. Creada y dirigida por Park Sung-hoo y producida por E&H production.
La serie se estrenó el 16 de julio de 2025 en la plataforma Disney+.

## Argumento
La historia está ambientada en un futuro cercano, donde la civilización ha colapsado, convirtiendo el mundo en un desierto, y las personas sobreviven utilizando reliquias del pasado
Un chico llamado Gear, que trabaja en una tienda de chatarra, se une a un adicto al juego llamado Shirokuma y a un robot Qu-0213 que tiene cuatro personalidades, para recuperar objetos que fueron robados injustamente. Un día, Gear recibe una solicitud de una misteriosa chica llamada Noa, que está siendo perseguida por un asesino, para robar un objeto.
De repente, Gear y su pandilla también son perseguidos por un grupo armado, ya que podrían haber robado un secreto que podría sacudir todo el mundo.

## Personajes
Gear
 Seiyū: Marina Inoue, Noelia Lestani (español latino)
Shirokuma (Polar Bear)
 Seiyū: Kazuhiro Yamaji, Alan Kanaan (español latino)
Qu-0213 Nosa-ane
 Seiyū: Rie Kugimiya, Ángeles Lescano (español latino)
Qu-0213 Kau-ane
 Seiyū: Kana Hanazawa, Bianca Vella (español latino)
Qu-0213 Naka-ani
 Seiyū: Tomokazu Seki, Joaquín Quinteros (español latino)
Qu-0213 Ei-baba
 Seiyū: Ai Orikasa, Angélica Vargas (español latino)
Noa
 Seiyū: Asami Setō, Martina Panno (español latino)
Barrel
 Seiyū: Makoto Furukawa, Santiago Florentín (español latino)
Wheel
 Seiyū: Takamasa Mogi, Conrado Gerón (español latino)
Rin
 Seiyū: Yūki Wakai, Luciana Mauri (español latino)
Breakfast
 Seiyū: Yoshihisa Kawahara, Pablo López (español latino)
Afternoon Tea
 Seiyū: Ai Kakuma, Micaela Oddera (español latino)
Lunch
 Seiyū: Nao Tamura, Ariel Cisternino (español latino)
Brunch
 Seiyū: Mayumi Shintani, Javier Gómez (español latino)
Dinner
 Seiyū: Ai Orikasa
Sushimaru Tempura
 Seiyū: Shin'ichirō Kamio
Destro Inu (Destro Dog)
 Seiyū: Hironori Kondo
Batting Center Saitō
Seiyū: Yūichi Nakamura
Yamada Country Club
 Seiyū: Hidetaka Tenjin
Crybaby
 Seiyū: Daiki Yamashita
Slaughterhouse Emma
 Seiyū: Saya Aizawa
Martial Idol Ai
 Seiyū: Yuka Iwahashi
Big Sister Fighting Mari
 Seiyū: Akiha Matsui
Death Nail Naomi Brilliant
 Seiyū: Haruna Himeno
SSS
 Seiyū: Jōichirō Ohtsuki
Silent Killer Lisa
 Seiyū: Marie Ōi
Tsuyako
 Seiyū: Marie Ōi
Professor Chin
 Seiyū: Yūgo Sekiguchi
Urami
 Seiyū: TBA
Tsurami
 Seiyū: TBA

## Producción y lanzamiento
Park Sung-hoo dedicó una década a la elaboración de la historia. La serie está dirigida por Park y producida por su estudio E&H production y Gaga. Aki Kindaichi se encarga de la composición de la serie, con Takahiro Yoshimatsu diseñando los personajes, Hidetaka Tenjin como diseñador conceptual y diseñador mecánico, y Shin Misawa como director de acción de automóviles. Se estrenó el 16 de julio de 2025 en Disney+. El tema de apertura es «Work Hard», interpretado por Chanmina, mientras que el tema de cierre es «Glass Door», interpretado por Newspeak. La banda coreana TWS interpretará la canción insertada titulada «N.O.S.A».
El 17 de julio de 2025, la serie tuvieron un doblaje en español latino.

### Lista de episodios
| N.º | Título | Dirigido por                           | Escrito por       | Guion gráfico por | Fecha de emisión original |
| --- | --- | -------------------------------------- | ----------------- | ----------------- | ------------------------- |
| 1   | «Más allá del horizonte» Transcripción: «Ano Chiheisen no Mukō made» (en japonés: あの地平線の向こうまで)                                                                               | Park Sung-hoo                          | Aki Kindaichi     | Park Sung-hoo     | 16 de julio de 2025       |
| 2   | «Tú decidiste hacerlo» Transcripción: «Temee de Yarutte Kimetandarō ga» (en japonés: てめぇでやるって決めたんだろうが)                                                                  | Takayuki Sano                          | Aki Kindaichi     | Takayuki Sano     | 16 de julio de 2025       |
| 3   | «Aprendí a no confiar en nadie» Transcripción: «Ore wa Mananda no sa, Hito o Shinjiru Natte» (en japonés: 俺は学んだのさ, 人を信じるなって)                                             | Park Sung-hoo                          | Kazuhiko Inukai   | Park Sung-hoo     | 16 de julio de 2025       |
| 4   | «Somos tu familia» Transcripción: «Watashitachi wa, Kazoku Nandakara» (en japonés: 私たちは, 家族なんだから)                                                                            | Yui Miura                              | Shigeru Murakoshi | Yui Miura         | 16 de julio de 2025       |
| 5   | «Serás tonto» Transcripción: «...... Baka ne» (en japonés: ......バカね) | Park Sung-hoo                          | Michiko Yokote    | Park Sung-hoo     | 16 de julio de 2025       |
| 6   | «Tenéis derecho a saberlo» Transcripción: «Anata-tachi ni wa Shirukenri ga Aru» (en japonés: 貴方たちには知る権利がある)                                                                | Yui Miura                              | Aki Kindaichi     | Yui Miura         | 16 de julio de 2025       |
| 7   | «Manos a la obra» Transcripción: «Shigoto no Jikan Da» (en japonés: 仕事の時間だ) | Park Sung-hoo                          | Kazuhiko Inukai   | Park Sung-hoo     | 16 de julio de 2025       |
| 8   | «El mundo es mucho más grande, duro y feo» Transcripción: «Sekai wa, Haruka ni Ōkiku, Tsuyoku, Minikui» (en japonés: 世界は, 遥かに大きく, 強く, 醜い)                                  | Yann Le GallYui MiuraHisatoshi Shimizu | Shigeru Murakoshi | Yann Le Gall      | 16 de julio de 2025       |
| 9   | «Ese tío es como una piedra en el zapato» Transcripción: «Soitsu wa Ha ni Hasamatta Hōrensō» (en japonés: そいつは歯に挟まったほうれん草)                                               | Park Sung-hoo                          | Michiko Yokote    | Park Sung-hoo     | 13 de agosto de 2025      |
| 10  | «He descubierto cómo yo y solo yo puedo cambiar el mundo» Transcripción: «Wakatta no Watashi dake ga Dekiru Sekai no Kaekata ga» (en japonés: わかったの。私だけができる世界の変え方が) | Gōta Yoshimoto                         | Kazuhiko Inukai   | Gōta Yoshimoto    | 13 de agosto de 2025      |
| 11  | «No pares de avanzar» Transcripción: «Anta ni wa Tomatte Hoshikunai nda» (en japonés: アンタには止まってほしくないんだ)                                                                 | Gōta YoshimotoTetsurō Moronuki         | Aki Kindaichi     | Park Sung-hoo     | 13 de agosto de 2025      |
| 12  | «Bullet/Bullet» Transcripción: «Baretto/Baretto» (en japonés: バレット/バレット) | Park Sung-hoo                          | Aki Kindaichi     | Park Sung-hoo     | 13 de agosto de 2025      |